# Biserica sârbească „Sfântul Nicolae” din Timișoara
Biserica sârbească „Sfântul Nicolae” din Timișoara este un monument istoric aflat pe teritoriul municipiului Timișoara.